# АЭС Дул
Атомная электростанция Дул — одна из двух АЭС Бельгии. Станция расположена на берегу Шельды рядом с селом Дул во фламандской провинции Восточная Фландрия. Бельгийская энергетическая корпорация Electrabel является владельцем основной доли в собственности станции. АЭС занимает площадь в 80 гектаров и на ней работает 800 человек.
Среди всех европейских АЭС эта электростанция находится в самой густонаселённой зоне с 9 миллионами жителей в радиусе 75 километров.

## Эксплуатируемые реакторы
Электростанция состоит из трёх водо-водяных ядерных реакторов второго поколения с суммарной вырабатываемой электрической мощностью в 1 904 МВт, что делает её второй по величине атомной электростанцией в Бельгии после станции АЭС Тианж. Три блока станции Дул по уровню электрической мощности приведены ниже:
- Дул 1 : 433 МВт
- Дул 2 : 433МВт
- Дул 4 : 1047МВт

Дул 1 и 2 введены в строй в 1975, в то время как Дул 3 и 4 введены в 1982 и 1985 годах соответственно.

## Градирни
У станции две градирни высотой 176 метров, являющиеся наиболее видимым сооружением в порту Антверпен. Из-за своей близости к голландско-бельгийской границе, башни и выходящий из них пар можно видеть в большей части нидерландской провинции Зеландия и восточной части Северного Брабанта. С 1995 года на одной из башен располагается гнездо сокола-сапсана.

## Проверка Дул-3 в 2012 году и закрытие
В начале июня 2012 года третий реактор был остановлен для плановой инспекции. Ультразвуковая дефектоскопия выявила несколько тысяч трещин, которые по крайней мере теоретически могут влиять на хрупкость стали и давление охлаждающего агента в водо-водяном ядерном реакторе, построенном компанией Rotterdamsche Droogdok Maatschappij. Реактор оставался отключенным для дальнейших проверок по крайней мере до 1 декабря 2012 года.
С начала 2014-го и до конца 2015 года реактор не работал, проводились дополнительные обследования и ремонт.
Из-за остановок и под давлением населения Electrabel было принято решение о закрытии Дул-3 раньше 2025 года. 23 сентября 2022 года реактор был остановлен для последующего вывода из эксплуатации.

## Энергоблоки
| Энергоблок | Тип реакторов | Мощность | Мощность | Начало строительства | Подключение к сети | Ввод в эксплуатацию | Закрытие   |
| Энергоблок | Тип реакторов | Чистая   | Брутто   | Начало строительства | Подключение к сети | Ввод в эксплуатацию | Закрытие   |
| ---------- | ------------- | -------- | -------- | -------------------- | ------------------ | ------------------- | ---------- |
| Дул-1      | PWR W 2-loop  | 433 МВт  | 454 МВт  | 01.07.1969           | 28.08.1974         | 15.02.1975          | 15.02.2025 |
| Дул-2      | PWR W 2-loop  | 433 МВт  | 454 МВт  | 01.09.1971           | 21.08.1975         | 01.12.1975          | 2025       |
| Дул-3      | PWR W 3-loop  | 1006 МВт | 1056 МВт | 01.01.1975           | 23.06.1982         | 01.10.1988          | 23.09.2022 |
| Дул-4      | PWR W 3-loop  | 1038 МВт | 1090 МВт | 01.12.1978           | 08.04.1985         | 01.07.1985          | 2035       |

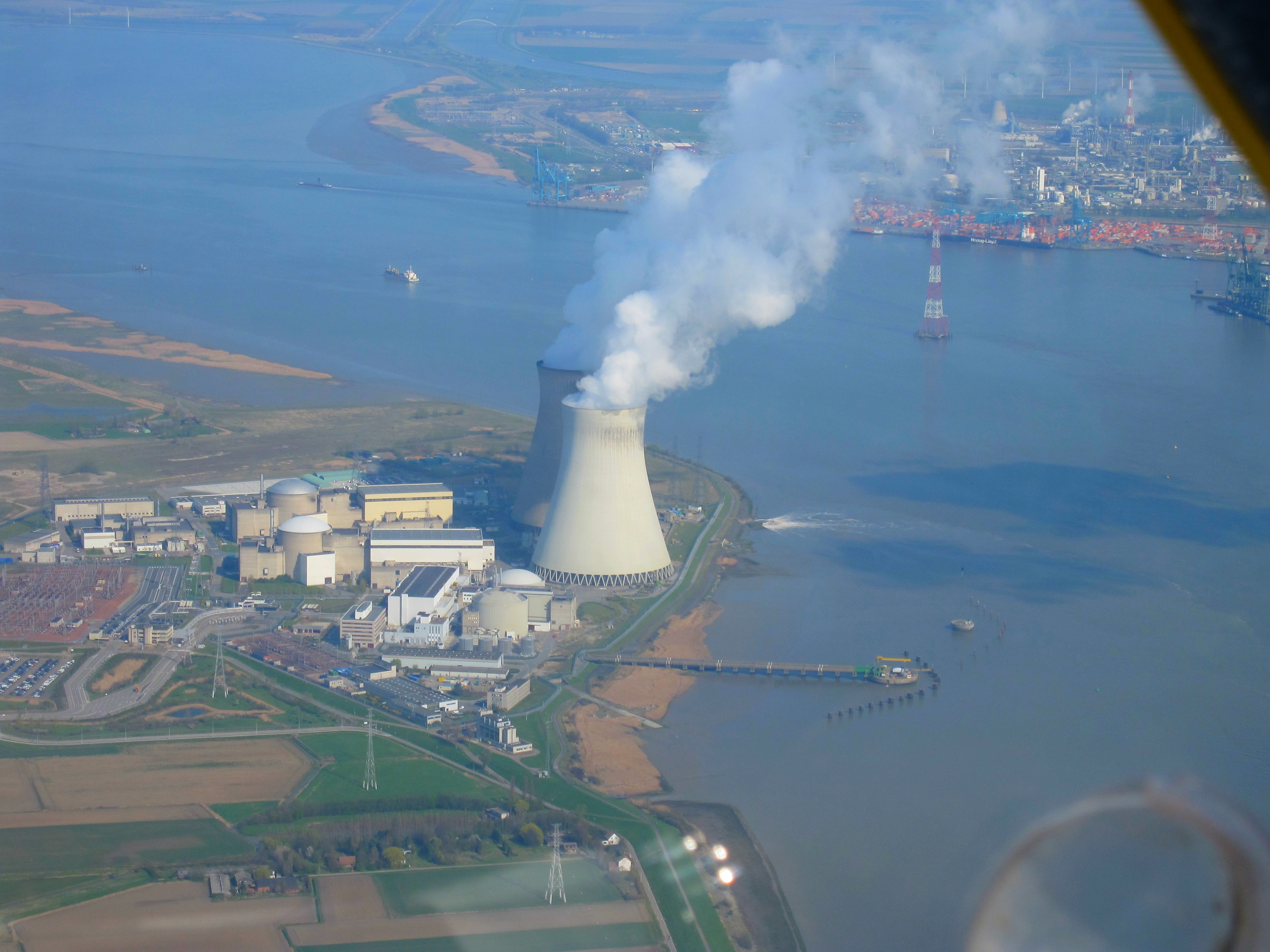
Атомная электростанция Дул
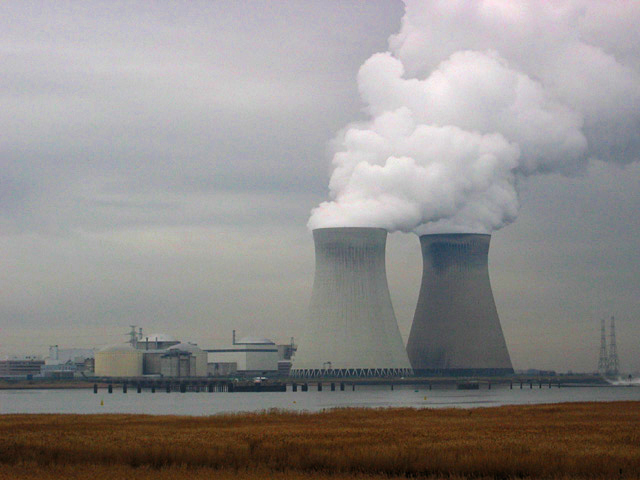
Вид на станцию со стороны берега Шельды
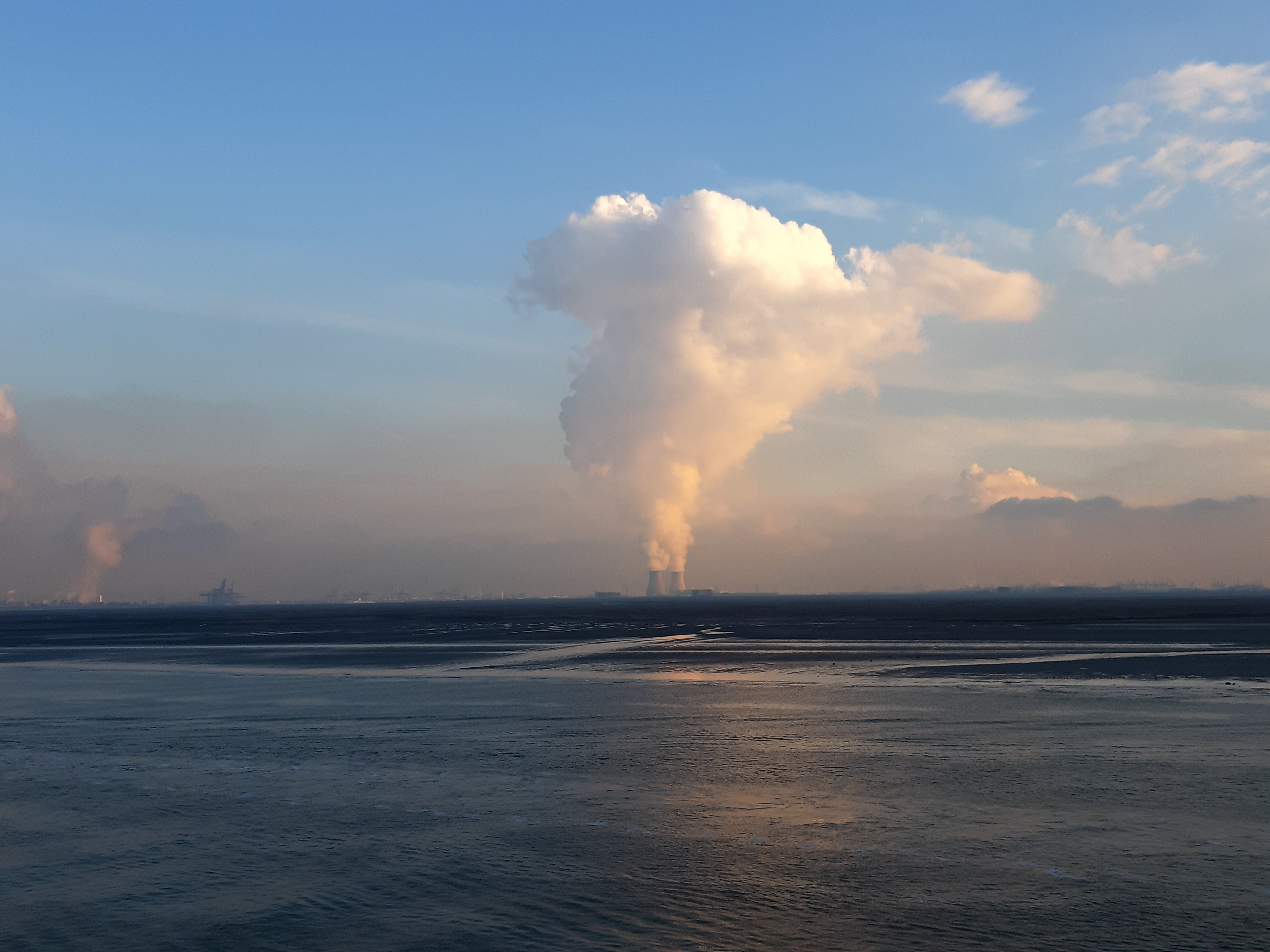
Градирни АЭС Дул